# China Squash Open
Die China Squash Open sind ein jährlich stattfindendes Squashturnier für Herren und Damen. Es findet in Shanghai in der Volksrepublik China statt und ist Teil der PSA Squash Tour. Das Turnier wurde 2008 ins Leben gerufen und gehört aktuell bei den Damen und Herren jeweils zur Kategorie PSA World Tour Silver mit einem Preisgeld von 89.000 US-Dollar.
Die Herrenkonkurrenz wurde von 2011 bis 2013 nicht ausgetragen, außerdem fand von 2020 bis 2023 keine Austragung statt. Mohamed Elshorbagy gewann das Turnier bislang dreimal. Bei den Damen ist Low Wee Wern mit drei Titelgewinnen Rekordsiegerin.

## Siegerliste

### Herren
| Jahr                        | Sieger             | Finalgegner        | Ergebnis                      |
| --------------------------- | ------------------ | ------------------ | ----------------------------- |
| 2024                        | Mohamed Elshorbagy | Mohamed Abouelghar | 11:6, 12:14, 11:7, 11:9       |
| 2020–2023: keine Austragung |                    |                    |                               |
| 2019                        | Mohamed Elshorbagy | Ali Farag          | 11:3, 11:9, 5:11, 11:8        |
| 2018                        | Mohamed Abouelghar | Paul Coll          | 11:8, 11:8, 11:8              |
| 2017                        | Ramy Ashour        | Ali Farag          | 11:3, 11:8, 10:12, 2:11, 11:5 |
| 2016                        | Mohamed Elshorbagy | Grégory Gaultier   | 11:5, 11:3, 11:3              |
| 2015                        | Grégory Gaultier   | Marwan Elshorbagy  | 11:6, 11:2, 11:4              |
| 2014                        | James Willstrop    | Peter Barker       | 11:7, 11:7, 9:11, 10:12, 11:5 |
| 2011–2013: keine Austragung |                    |                    |                               |
| 2010                        | Aaron Frankcomb    | Kristian Frost     | 11:8, 11:3, 11:6              |
| 2009                        | Ryan Cuskelly      | Matthew Karwalski  | 11:9, 11:5, 4:11, 8:11, 11:2  |
| 2008                        | Stéphane Galifi    | Max Lee            | 11:8, 11:4, 10:12, 11:8       |

### Damen
| Jahr                        | Siegerin          | Finalgegnerin     | Ergebnis                       |
| --------------------------- | ----------------- | ----------------- | ------------------------------ |
| 2024                        | Rachel Arnold     | Farida Mohamed    | 11:5, 11:8, 11:8               |
| 2020–2023: keine Austragung |                   |                   |                                |
| 2019                        | Nour El Tayeb     | Raneem El Weleily | 11:9, 9:11, 11:9, 9:11, 12:10  |
| 2018                        | Raneem El Weleily | Camille Serme     | 11:5, 8:11, 11:6, 11:5         |
| 2017                        | Nour El Sherbini  | Nouran Gohar      | 12:10, 11:7, 11:9              |
| 2016                        | Laura Massaro     | Nouran Gohar      | 11:9, 11:5, 11:3               |
| 2015                        | Raneem El Weleily | Nouran Gohar      | 13:11, 11:7, 11:7              |
| 2014                        | Low Wee Wern      | Camille Serme     | 11:8, 11:6, 8:11, 8:11, 12:10  |
| 2013                        | Nicol David       | Raneem El Weleily | 8:11, 6:11, 11:7, 11:7, 11:8   |
| 2012                        | Low Wee Wern      | Joelle King       | 6:11, 11:4, 3:11, 11:3, 11:9   |
| 2011                        | Low Wee Wern      | Delia Arnold      | 13:15, 11:8, 11:4, 12:10       |
| 2010                        | Joey Chan         | Lisa Camilleri    | 11:6, 11:13, 11:9, 7:11, 11:8  |
| 2009                        | Chinatsu Matsui   | Song Sun-mi       | 11:8, 7:11, 11:4, 11:4         |
| 2008                        | Heba El Torky     | Nouran El Torky   | 11:13, 13:11, 11:8, 6:11, 11:6 |